# Low (Kelly Clarkson)
"Low" is een single van de Amerikaanse poprockzangers Kelly Clarkson. Het werd 25 augustus 2003 in de Verenigde Staten en 27 oktober 2003 in Australië uitgebracht als derde single van haar debuutalbum Thankful uit 2003. Het nummer werd ook uitgebracht als dubbele B-kant met "The Trouble with Love Is".

## Achtergrondinformatie
Het nummer is geschreven door Jimmy Harry en geproduceerd door Clif Magness. Het nummer is de eerste single van Clarkson dat in het poprockgenre te plaatsen is, een trend die zich op de volgende albums (vooral op Breakaway) voortzet.
"Low" is in Nederland nooit als single uitgekomen. In Canada sloeg het nummer goed aan en bereikte in de elfde week de tweede positie in de Canadian Hot 100.
In de Verenigde Staten had het nummer minder succes, het kwam niet verder dan de 58ste positie in de Billboard Hot 100.

## Tracklijst
| Nr. | Titel                    | Duur |
| --- | ------------------------ | ---- |
| 1.  | Low (singleversie)       | 3:29 |
| 2.  | The Trouble with Love Is | 3:42 |
| 3.  | Respect                  | 2:15 |
| 4.  | Low (videoclip)          | 3:28 |

| Nr. | Titel                                         | Duur |
| --- | --------------------------------------------- | ---- |
| 1.  | Low                                           | 3:28 |
| 2.  | Miss Independent (Shanghai Surprise Club mix) | 7:53 |
| 3.  | Miss Independent (MaUVe remix)                | 7:55 |
| 4.  | Miss Independent (Junior Vasquez Tribal)      | 9:21 |

## Releasedata
| Land                | Releasedatum     | Formaat   | Label         |
| ------------------- | ---------------- | --------- | ------------- |
| Verenigde Staten    | 3 augustus 2003  | Radio     | RCA           |
| Australië           | 27 oktober 2003  | Cd-single | BMG Australia |
| Verenigd Koninkrijk | 17 november 2003 | Cd-single | RCA           |